# Mirko Votava
Miroslav "Mirko" Votava (Praga, 25 de abril de 1956) é um ex-futebolista profissional alemão que atuava como volante.

## Carreira
Mirko Votava fez parte do elenco da Seleção Alemã de Futebol, campeã da Euro de 1980.
Em clubes, jogou por Borussia Dortmund, Atlético de Madrid, Werder Bremen e VfB Oldenburg, onde encerrou a carreira em 1998, aos 41 anos, quando também exercia a função de técnico. Em 24 anos como jogador profissional, nunca foi expulso.
Foi o jogador mais velho a ter feito um gol na Bundesliga, na derrota por 2 a 1 para o Stuttgart, em agosto de 1996, aos 40 anos e 121 dias. O recorde foi superado pelo peruano Claudio Pizarro, que aos 40 anos e 136 dias, empatou o jogo contra o Hertha Berlim, em fevereiro de 2019.

## Títulos
- Euro 1980